# Fritz L'Allemand
Fritz L'Allemand (né le 24 mai 1812 à Hanau, mort le 20 septembre 1866 à Vienne) est un peintre autrichien de scènes historiques.

## Biographie
Fritz L'Allemand part étudier à Vienne et fait sa première exposition en 1835. Il choisit le sujet de ses œuvres dans les scènes de guerres de l'histoire de l'Autriche dès 1848 en se forçant d'être le plus réaliste possible, mettant notamment en scène l'empereur François-Joseph Ier.
Son neveu, Siegmund L’Allemand, sera lui aussi un peintre célèbre.

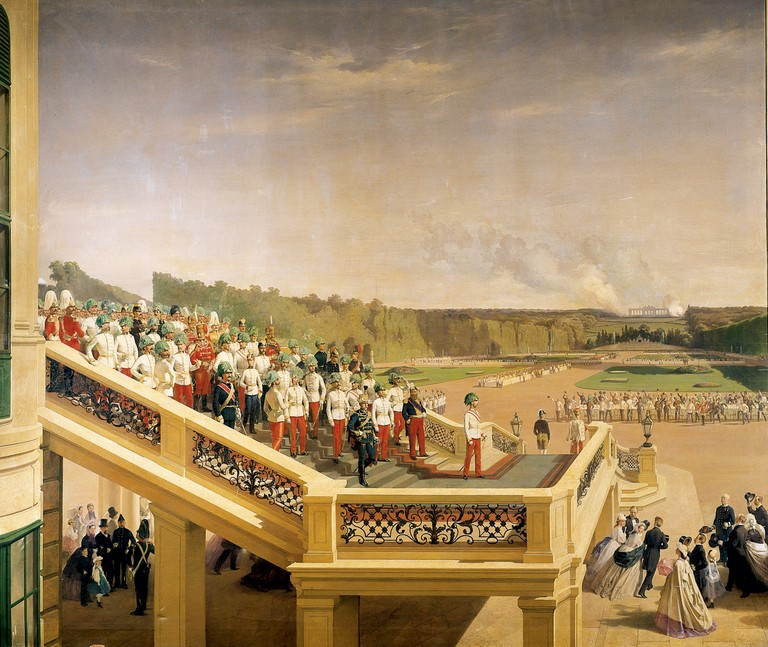
L'empereur François-Joseph dans l'escalier du jardin lors de l'anniversaire des 100 ans de la fondation de l'Ordre militaire de Marie-Thérèse, 1857.